# Llista de missions diplomàtiques de Guinea Equatorial

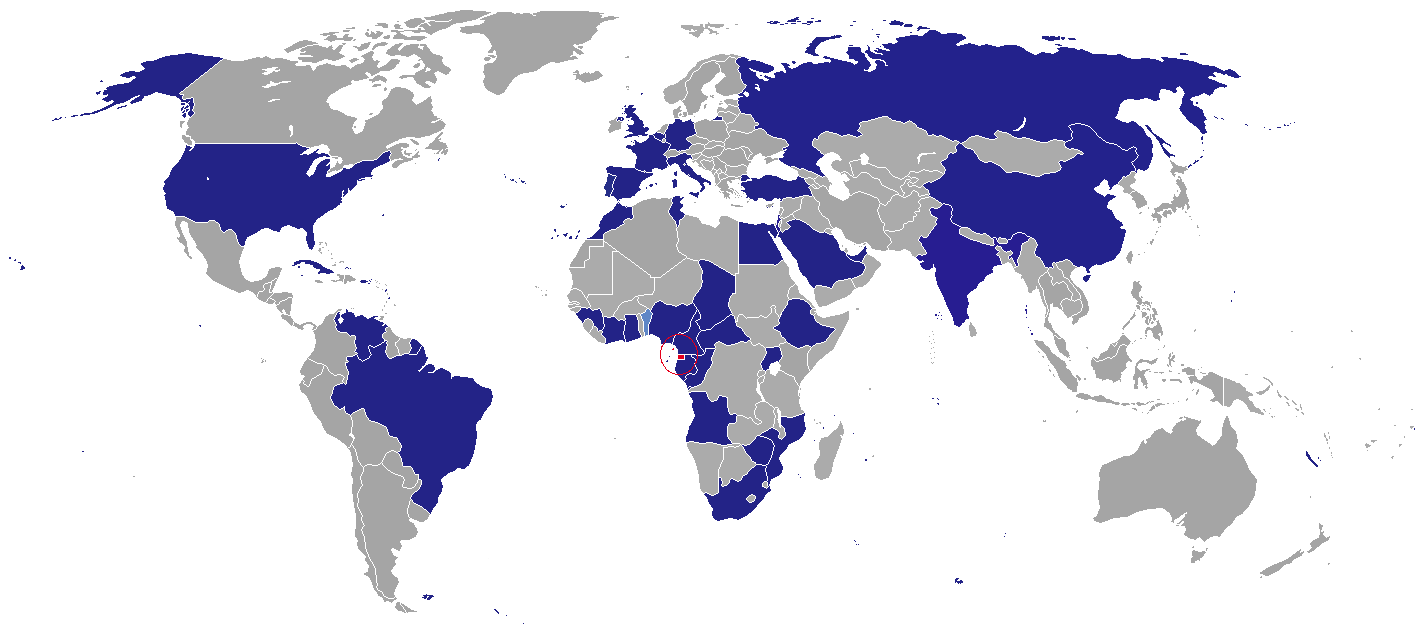
Mapa de les missions diplomàtiques de Guinea Equatorial

Aquesta és una llista de les missions diplomàtiques de Guinea Equatorial, amb exclusió dels consolats honoraris. Guinea Equatorial és un petit país de l'Àfrica occidental de parla castellana.

## Àfrica

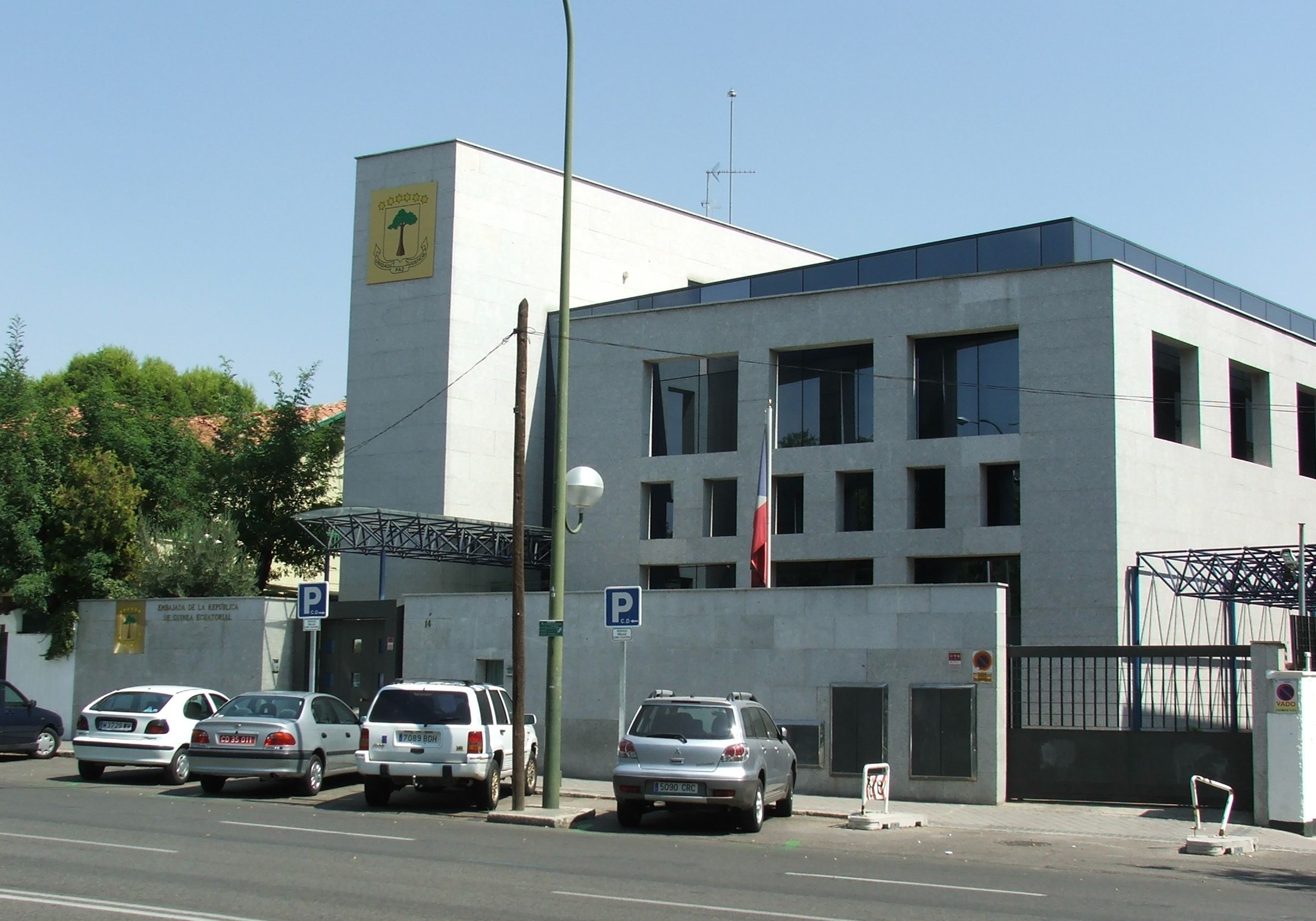
Ambaixada de Guinea Equatorial a Madrid

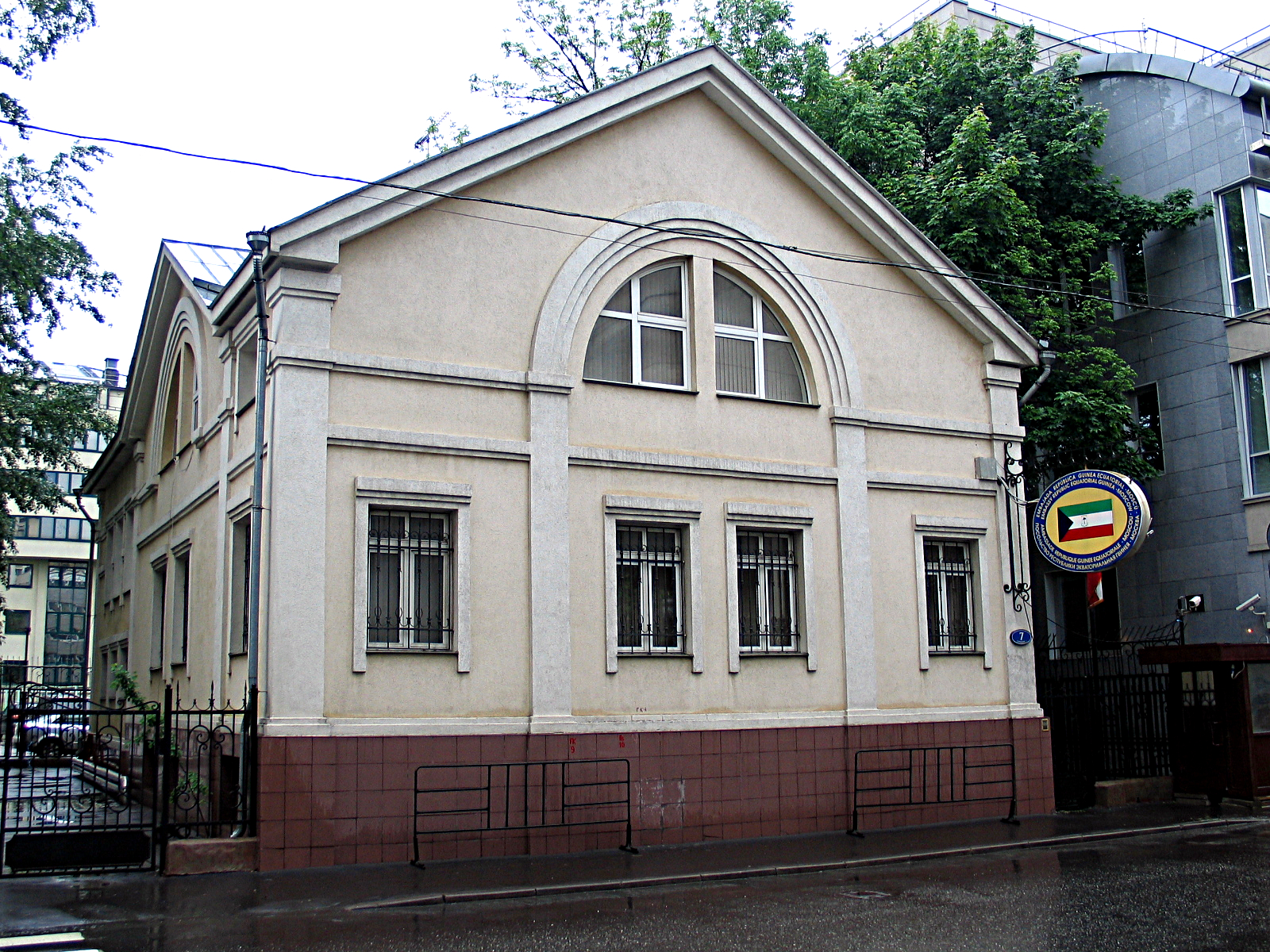
Ambaixada de Guinea Equatorial a Moscou

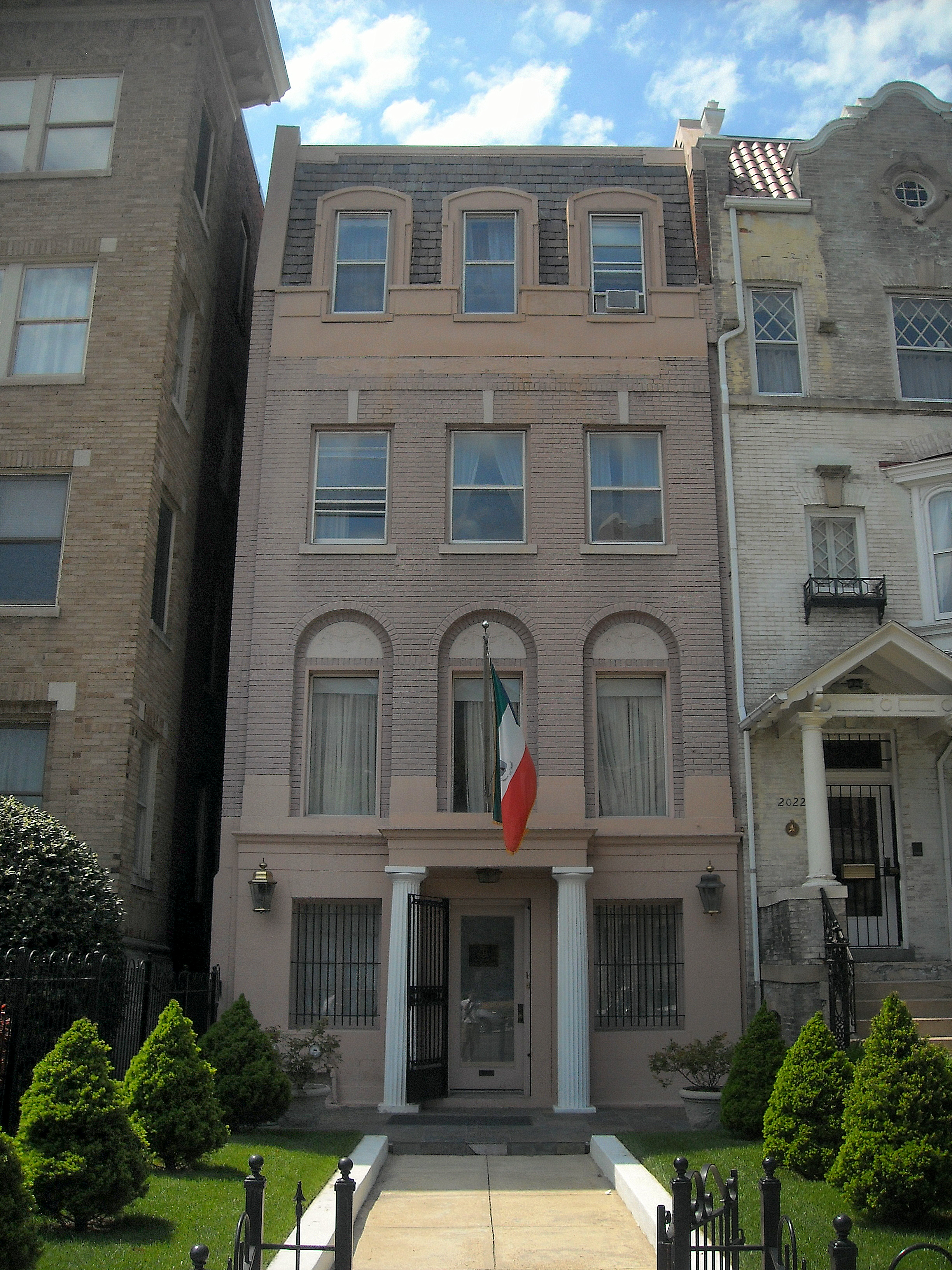
Ambaixada de Guinea Equatorial a Washington, DC

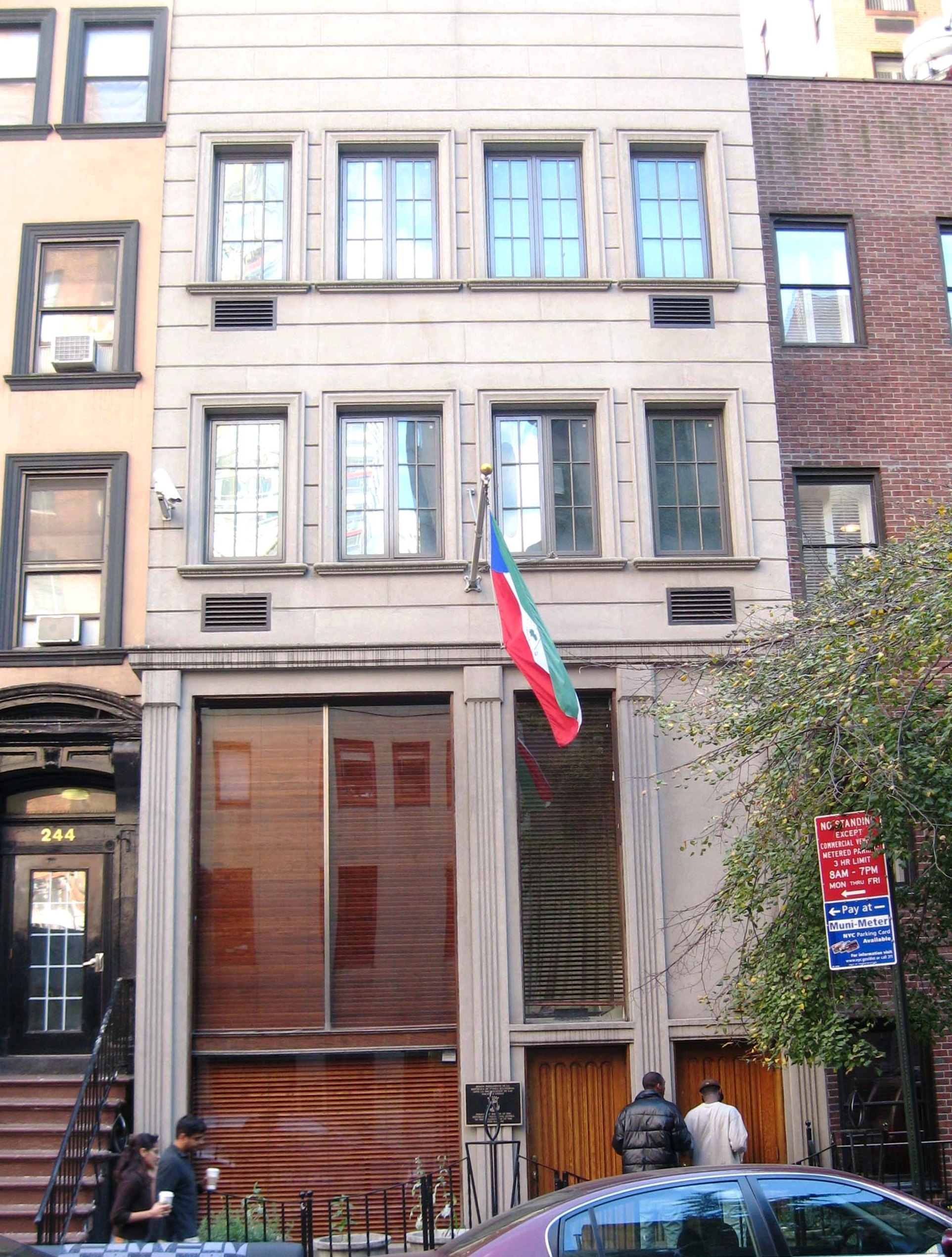
Missió Permanent de Guinea Equatorial davant les Nacions Unides, Nova York

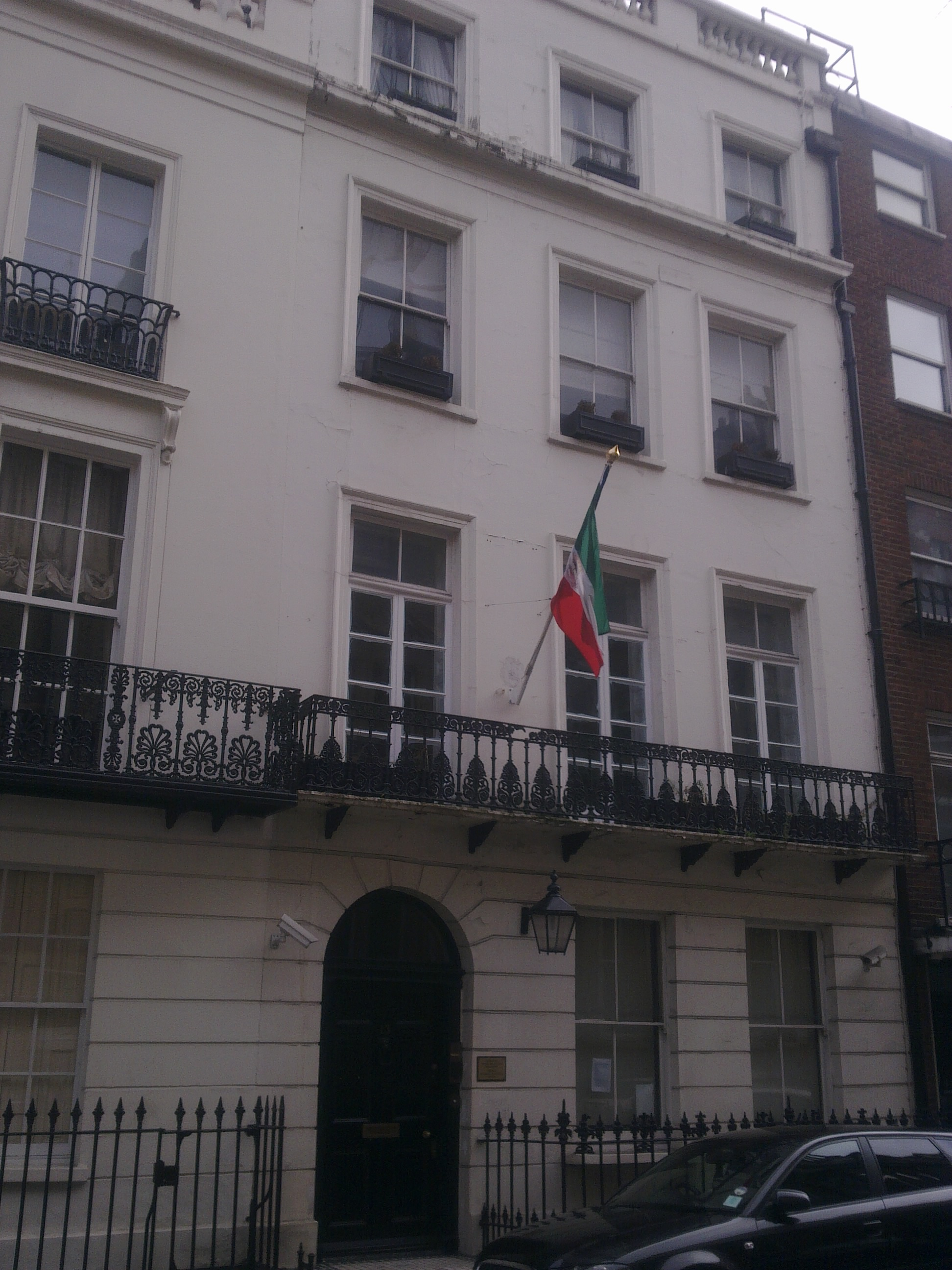
Ambaixada de Guinea Equatorial a Londres

- Angola
  - Luanda (Ambaixada)
- Camerun
  - Yaoundé (Ambaixada)
  - Duala (Consolat)
  - Ebolowa (Consolat)
- Txad
  - N'Djamena (Ambaixada)
- Egipte
  - El Caire (Ambaixada)
- Etiòpia
  - Addis Abeba (Ambaixada)
- Gabon
  - Libreville (Ambaixada)
- Ghana
  - Accra (Ambaixada)
- Marroc
  - Rabat (Ambaixada)
- Nigèria
  - Abuja (Ambaixada)
  - Calabar (Consolat)
  - Lagos (Consolat)
- República del Congo
  - Brazzaville (Ambaixada)
- São Tomé i Príncipe
  - São Tomé (Ambaixada)
- Sud-àfrica
  - Pretoria (Ambaixada)

## Amèrica
- Brasil
  - Brasilia (Ambaixada)
- Cuba
  - L'Havana (Ambaixada)
- Estats Units
  - Washington, DC (Ambaixada)
  - Houston (Consolat-General)
- Veneçuela
  - Caracas (Ambaixada)

## Àsia
- R.P. de la Xina
  - Pequín (Ambaixada)

## Europa
- Alemanya
  - Berlín (Ambaixada)
- Bèlgica
  - Brussel·les (Ambaixada)
- Espanya
  - Madrid (Ambaixada)
  - Las Palmas de Gran Canaria (Consolat)
- França
  - París (Ambaixada)
- Itàlia
  - Roma (Ambaixada)
- Portugal
  - Lisboa (Ambaixada)
- Regne Unit
  - Londres (Ambaixada)
- Rússia
  - Moscou (Ambaixada)
- Ciutat del Vaticà
  - Roma (Ambaixada)

## Organitzacions multilaterals
- Addis Ababa (Missió Permanent de Guinea Equatorial davant la Unió Africana)
- Brussel·les (Missió davant la Unió Europea)
- Ginebra (Missió permanent davant les Nacions Unides i altres organitzacions internacionals)
- Nova York (Missió permanent davant les Nacions Unides)
- París (Missió permanent davant la UNESCO)